# Dagmir Długosz
Dagmir Aleksander Długosz (ur. 9 kwietnia 1968 w Siemianowicach Śląskich) – polski urzędnik służby cywilnej, z wykształcenia politolog, w latach 2003–2004 podsekretarz stanu w Ministerstwie Gospodarki, Pracy i Polityki Społecznej, w 2014 osoba zastępująca szefa służby cywilnej.

## Życiorys
Absolwent politologii na Wydziale Nauk Społecznych Uniwersytetu Śląskiego (1992) i Krajowej Szkoły Administracji Publicznej w Warszawie (1995 – III promocja), a także podyplomowego studium integracji europejskiej na Uniwersytecie Warszawskim. Autor i współautor książek, artykułów i prac na temat rządzenia i sektora publicznego, dialogu społecznego, organizacji pozarządowych oraz polityki społecznej, m.in. Podstaw zarządzania konfliktem społecznym. Jego artykuły ukazywały się m.in. w „Służbie Cywilnej”, „Polityce Społecznej”, „Rzeczpospolitej” i „Nowej ResPublice”. W kadencji 1996–1998 był prezesem Stowarzyszenia Absolwentów Krajowej Szkoły Administracji Publicznej.
Od 1995 pracował w administracji państwowej na stanowiskach analitycznych, doradczych i kierowniczych w Urzędzie Rady Ministrów i Kancelarii Prezesa Rady Ministrów. Piastował w nich stanowisko dyrektora departamentów: Koordynacji Reform Społecznych i Monitorowania Reform oraz wicedyrektora Departamentu Analiz Programowych. Został sekretarzem Grupy Roboczej ds. Zintegrowanych Programów Rozwoju Regionalnego i Zespołu Zadaniowego ds. Polityki Strukturalnej w Polsce, jak również radcą Prezesa Rady Ministrów i doradcą Pełnomocnika Rządu do Spraw Reformy Zabezpieczenia Społecznego. Był również sekretarzem Zespołu ds. współpracy rządu i organizacji pozarządowych przy Pełnomocniku Rady Ministrów ds. Współpracy z Organizacjami Pozarządowymi oraz wiceprezesem rady nadzorczej Polskiej Agencji Informacyjnej w latach 2000–2001. 1 listopada 2001 został szefem gabinetu politycznego ministra pracy i polityki społecznej Jerzego Hausnera.
15 stycznia 2003 został podsekretarzem stanu w Ministerstwie Gospodarki, Pracy i Polityki Społecznej. Odpowiadał m.in. za dialog społeczny i organizacje pozarządowe. Był sekretarzem Trójstronnej Komisji ds. Społeczno-Gospodarczych, współprzewodniczącym Rady Działalności Pożytku Publicznego i przewodniczącym Komisji Układów Zbiorowych Pracy. 15 kwietnia 2004 odwołany z funkcji wiceministra. W styczniu 2008 został dyrektorem Departamentu Służby Cywilnej w Kancelarii Prezesa Rady Ministrów. Od stycznia do listopada 2014 był z urzędu osobą zastępującą szefa służby cywilnej po odejściu z urzędu Sławomira Brodzińskiego. W styczniu 2015 został radcą generalnym ds. strategicznych i innowacyjnych w KPRM i rozpoczął koordynowanie bloku „Prawo i Administracja” w ramach Krajowej Szkoły Administracji Publicznej.

## Odznaczenia
- Odznaka Honorowa za Zasługi dla Służby Cywilnej – 2025[7]